# Branden Steineckert
Branden Steineckert, född 21 april 1978 i Pocatello i Idaho i USA, är en amerikansk trumslagare. Steineckert har tidigare spelat trummor i The Used men blev sparkad sommaren 2006. Sedan november 2006 spelar han trummor i det amerikanska punkbandet Rancid.